# Arrotino

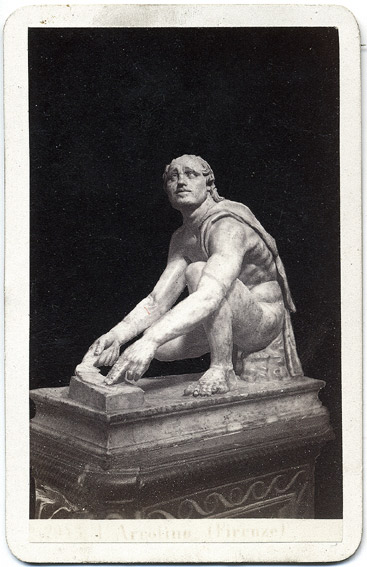

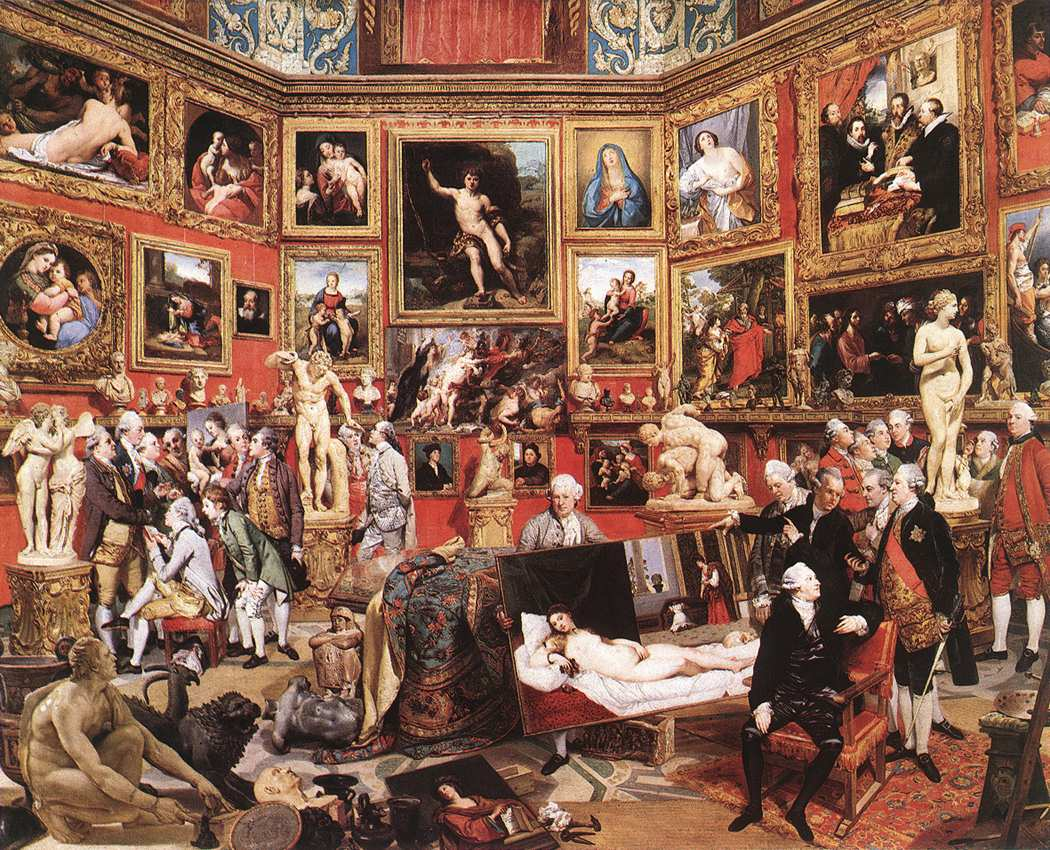
Tribuna de los Uffizi de Johann Zoffany. El Arrotino aparece tal como se disponía en la Tribuna en esa época (1772-1778), junto a la Quimera de Arezzo que aparece tras él; tal reunión de antigüedades era una de las convenciones del género de pintura denominado capriccio.

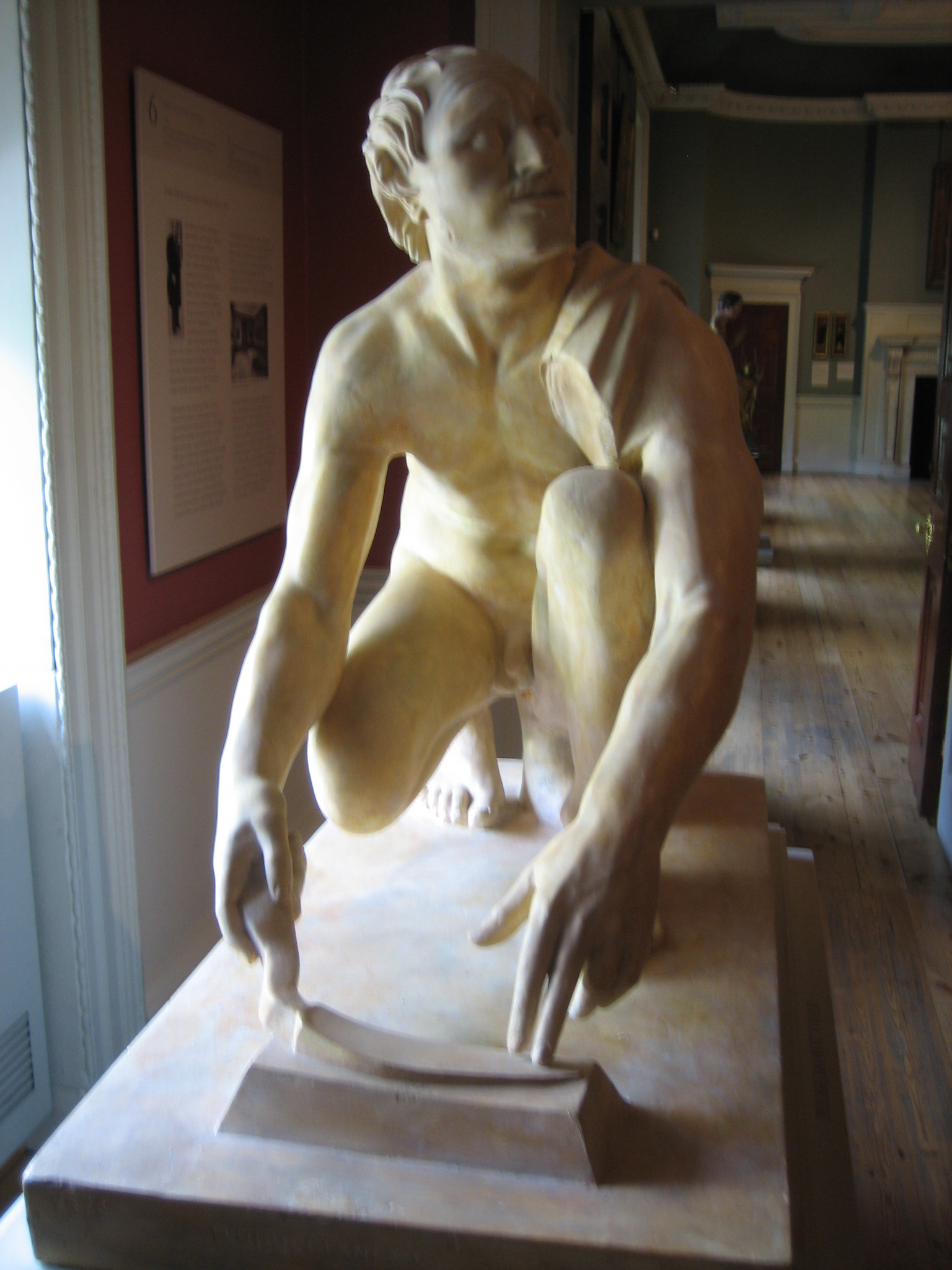
La copia de la Royal Academy (Courtauld Gallery).

Arrotino ("afilador" en lengua italiana), anteriormente denominado Escita, es una figura que representa a un hombre parcialmente arrodillado y alzando la mirada (en una postura esforzada), mientras afila un cuchillo sobre una piedra de afilar. Formaba parte de un grupo escultórico con el tema del desollamiento de Marsias. Aunque en la actualidad se reconoce como una copia romana (del siglo I a. C.) de un original griego (de época helenística, en el estilo de la escuela de Pérgamo), durante mucho tiempo se creyó que era una escultura griega original, una de las más finas que habría sobrevivido. Así, fue frecuente sacarle moldes para copias que se exhibían y se utilizaban en la enseñanza del arte; una de ellas para la Royal Academy que se exhibe en el Courtauld Institute of Art). También con esa pretensión se justificaba exhibirla junto a la Venus acurrucada también de la colección Uffizi, y que ambas esculturas se dispusieran como pendant en el Parterre du Nord de los jardines de Versalles y así se distinguen en la panorámica de Étienne Allegrain Promenade of Louis XIV in the Parterre du Nord, datada en 1688.
Desde el siglo XVIII se exhibe en la Tribuna de los Uffizi, junto con pinturas de Viejos Maestros.
Fue encontrada en una excavación a comienzos del siglo XVI, por lo que puede deducirse de un inventario hecho tras la muerte de Agostino Chigi (1520) de su villa en el Trastevere, que se convertiría en la Villa Farnesina. Posteriormente pasó a formar parte del jardín de esculturas y antigüedades que Paolantonio Soderini heredó de su hermano, Monsignor Francesco Soderini, dispuesto en el Mausoleo de Augusto; Paolantonio anotó en una carta de 1561 que il mio villano —"mi campesino"— ya no estaba, y se sabe que un miembro de la familia Mignanelli lo había vendido al cardenal Fernando I de Médici. Se trasladó a la Villa Medici, donde se exhibió hasta que en el siglo XVIII se reunió con las colecciones Médici en Florencia.
En ese momento se reinterpretó el villano como un escita, separándose de su anterior asociación a las escenas de género para interpretarse como un barbero o sastre regio que concebía un complot contra el estado, alzándose al nivel de la historia moralizante, lo que disfrutaba de un rango superior en la jerarquía de géneros tal como entonces se concebía. Sólo desde el siglo XVII se reconocía como parte de un grupo escultórico con el tema del desollamiento de Marsias, como se hizo con otros grupos helenísticos (el Laocoonte y sus hijos, el grupo de la Odisea de las esculturas de Sperlonga o aquel del que formaría parte el Gálata moribundo). El primero en identificarlo fue, en 1669, Leonardo Agostini, que reconoció el tema en antiguas gemas grabadas